# Duffy
Aimee Anne Duffy (Gwynedd, Gales; 23 de junio de 1984) más conocida por su seudónimo Duffy, es una cantante y actriz galesa. Su estilo se inspira en la música neo soul y llegó al reconocimiento entre las décadas de los años 2000 y 2010. 

## Biografía
Duffy pasó su infancia en Gales y tras la separación de sus padres se marchó con su madre y hermanas a Pembrokeshire, al sur del país. Cuando cumplió 15 años regresó a Nefyn, donde comenzó a cantar en bandas locales. Su lengua materna es galés y aprendió el inglés como segunda lengua.
En el año 2003 da el gran salto al público local cuando se presentó a Wawffactor, versión galesa alternativa de Pop Idol emitido en S4C, donde queda en segundo lugar. Posteriormente se marchó a Inglaterra y continuó sus estudios en varios Colegios mayores. Cuando se marchó a la Universidad de Chester comenzó a acudir y cantar en un club local de Jazz y Blues. Allí grabó 3 EP y colaboró con otros grupos como Mint Royale, desarrollando su carrera musical, y un año después comenzaría a trabajar con artistas ingleses.
En 2007 firmó un contrato con la discográfica A&M Records con la que grabó varios temas del que sería su posterior disco, Rockferry. El disco tuvo buena aceptación entre la crítica y ella comenzó a aparecer actuando en varios programas del segundo canal de televisión de la BBC, siendo descrita como una de las promesas emergentes de 2008. El 3 de marzo sacó su primer disco, "Rockferry", editado por Polydor para el mercado británico y europeo. Uno de sus temas, Mercy, se convirtió en número 1 de descargas semanas antes, siendo la primera cantante galesa en 25 años en lograrlo, y en un éxito a nivel europeo. En 5 semanas el álbum había vendido más de un millón de copias en toda Europa.
En 2008 sacó Rockferry: Deluxe Edition que contiene 7 temas nuevos. El 1º sencillo de esta versión es Rain on your Parade. El sencillo anterior fue Stepping Stone, que salió en agosto. En la gala de los premios Brit Awards 2009, la cantante galesa fue la triunfadora de la edición, alzándose con los galardones de Mejor álbum, Mejor artista femenina y Mejor artista revelación.
En su álbum y conciertos cuenta con la colaboración de una banda formada por artistas como Bernard Butler, ex Suede, en la guitarra, piano y percusión.

### Parón musical y recuperación
El 25 de febrero de 2020 la cantante explicó los motivos de su desaparición del mundo de la música. Tras sacar su último álbum, fue secuestrada, violada y drogada durante varios días. Por ello, en la actualidad, la artista se encuentra fuera de la vida pública.
En una declaración más larga publicada en abril de ese año, Duffy escribió que diez años atrás había sido drogada en su fiesta de cumpleaños y llevada a otro país en un avión, donde fue recluida en una habitación de hotel y violada. Desde entonces, Duffy ha declarado que ha pasado "casi 10 años completamente sola" y, tras agradecer a su psicólogo, ha dicho que ahora siente que puede "dejar atrás está última década", pero añadió: "Dudo mucho que vuelva a ser la misma persona que solía ser".

## Discografía

### Álbumes de estudio
| Título    | Detalles | Posición en las listas | Posición en las listas | Posición en las listas | Posición en las listas | Posición en las listas | Posición en las listas | Posición en las listas | Posición en las listas | Posición en las listas | Posición en las listas | Certificaciones | Ventas                              |
| Título    | Detalles | UK                     | AUT                    | DEN                    | GER                    | IRL                    | NLD                    | NZ                     | SWE                    | SWI                    | US                     | Certificaciones | Ventas                              |
| --------- | --- | ---------------------- | ---------------------- | ---------------------- | ---------------------- | ---------------------- | ---------------------- | ---------------------- | ---------------------- | ---------------------- | ---------------------- | --- | ----------------------------------- |
| Rockferry | - Fecha de lanzamiento: 3 de marzo de 2008 - Discográfica: A&M (#175 642–3) - Formato: CD, descarga digital, LP | 1                      | 2                      | 1                      | 3                      | 1                      | 2                      | 1                      | 1                      | 1                      | 4                      | - EU: 4× Platino - UK: 7× Platino - AUS: 2× Platino - AUT: Platino - DEN: 4× Platino - GER: 4× Oro - IRL: 3× Platino - NZ: 3× Platino - SWE: Platino - SWI: 3× Platino - US: Oro | - UK: 2,200,000 - Mundo: 5,000,000+ |
| Endlessly | - Fecha de lanzamiento: 29 de noviembre de 2010 - Discográfica: A&M - Formato: CD, descarga digital             | 9                      | 17                     | 2                      | 15                     | 3                      | 6                      | 19                     | 4                      | 10                     | 72                     | - UK: Oro - DEN: Oro - SWE: Oro - SWI: Oro | - UK: 203,234 - Mundo: 1,000,000    |

### EP
| Título                                                | Detalles                                                                                          |
| ----------------------------------------------------- | ------------------------------------------------------------------------------------------------- |
| Aimée Duffy[A]                                        | - Lanzamiento: 2004 - Discográfica: Recordiau Awen Records - Formato: CD, descarga digital        |
| Live from London[B]                                   | - Lanzamiento: 25 de febrero de 2008 - Discográfica: Polydor, Mercury - Formato: Descarga digital |
| FNMTV Live[C]                                         | - Lanzamiento: 2008 - Discográfica: Mercury - Formato: Descarga digital                           |
| Deluxe EP                                             | - Lanzamiento: 3 de febrero de 2009 - Discográfica: Mercury - Formato: CD, descarga digital       |
| Live at the Theater of Living Arts - 6 August 2008[B] | - Lanzamiento: 23 de noviembre de 2009 - Discográfica: Polydor - Formato: Descarga digital        |
| Spotify Session[D]                                    | - Lanzamiento: 2010 - Discográfica: Polydor - Formato: Online streaming                           |
| NRJ Live Sessions: Duffy                              | - Lanzamiento: 4 de febrero de 2011 - Discográfica: Polydor - Formato: Descarga digital           |

### Sencillos
| "Rockferry"                                                         | 2007 | 45 | —  | —  | —  | —  | —  | —  | —  | 35 | —  |                                                                                         | Rockferry    |
| "Mercy"                                                             | 2008 | 1  | 1  | 2  | 1  | 1  | 1  | 4  | 3  | 1  | 27 | - UK: Platinum - AUS: Platinum - DEN: 2× Platinum - NZ: Gold - SWI: Gold - US: Platinum | Rockferry    |
| "Warwick Avenue"                                                    | 2008 | 3  | 17 | 7  | 12 | 11 | 9  | 15 | 16 | 12 | —  | - DEN: Platinum - UK: Silver                                                            | Rockferry    |
| "Stepping Stone"                                                    | 2008 | 21 | —  | 18 | —  | 41 | 34 | —  | —  | 49 | —  |                                                                                         | Rockferry    |
| "Rain on Your Parade"                                               | 2008 | 15 | 29 | —  | 29 | 50 | 38 | —  | 32 | 25 | —  |                                                                                         | Rockferry    |
| "Well, Well, Well"                                                  | 2010 | 41 | 33 | 24 | 24 | 26 | 16 | —  | 60 | 19 | —  |                                                                                         | Endlessly    |
| "Whole Lot of Love"                                                 | 2015 | —  | —  | —  | —  | —  | —  | —  | —  | —  | —  |                                                                                         | Legend (OST) |
| "—" denota que no ingreso a ese chart o no fue lanzado en ese país. |      |    |    |    |    |    |    |    |    |    |    |                                                                                         |              |

### Sencillos promocionales
| Año  | Sencillo                    | Álbum     | Notas                                            |
| ---- | --------------------------- | --------- | ------------------------------------------------ |
| 2010 | "Endlessly" (Single Mix)    | Endlessly | - Únicamente en Norteamérica                     |
| 2011 | "Keeping My Baby"           | Endlessly | - Únicamente en Escandinavia; sencillo cancelado |
| 2011 | "My Boy" (Tom Elmhirst Mix) | Endlessly | - Cancelado                                      |

### Otras canciones
| Año  | Canción               | Posición en las listas | Álbum                   |
| Año  | Canción               | UK                     | Álbum                   |
| ---- | --------------------- | ---------------------- | ----------------------- |
| 2008 | "Oh Boy"              | 96                     | "Rockferry" – sencillo  |
| 2008 | "Tomorrow"            | 192                    | "Mercy" – sencillo      |
| 2008 | "Syrup & Honey"       | 142                    | Rockferry               |
| 2008 | "Delayed Devotion"    | 166                    | Rockferry               |
| 2008 | "I'm Scared"          | 178                    | Rockferry               |
| 2008 | "Hanging on Too Long" | 193                    | Rockferry               |
| 2009 | "Live and Let Die"    | 131                    | War Child Heroes Vol. 1 |
| 2010 | "Distant Dreamer"     | 187                    | Rockferry               |

### Otras apariciones
| Año  | Canción                                       | Aparición                        | Artista         | Notas                                           |
| ---- | --------------------------------------------- | -------------------------------- | --------------- | ----------------------------------------------- |
| 2005 | "Something New" (con Mint Royale and Class A) | See You in the Morning           | Mint Royale     | Vocalista invitada, como Aimee Duffy            |
| 2005 | "Little Words" (con Mint Royale)              | See You in the Morning           | Mint Royale     | Vocalista invitada, como Aimee Duffy            |
| 2008 | "Mercy" (live)                                | Radio 1's Live Lounge - Volume 3 | Varios artistas |                                                 |
| 2009 | "Live and Let Die"                            | War Child Heroes Vol. 1          | Varios artistas |                                                 |
| 2009 | "Stay with Me Baby"                           | The Boat That Rocked (OST)       | Varios artistas |                                                 |
| 2011 | "Desearía"                                    | Patagonia (OST)                  | Varios artistas | Adaptación en español de "Hope There's Someone" |
| 2011 | "Ar Lan y Môr"                                | Patagonia (OST)                  | Varios artistas |                                                 |
| 2015 | "Are You Sure?"                               | Legend (OST)                     | Varios artistas |                                                 |
| 2015 | "Make the World Go Away"                      | Legend (OST)                     | Varios artistas |                                                 |

### Videos musicales
| Año  | Videoclip              | Director      |
| ---- | ---------------------- | ------------- |
| 2007 | "Rockferry"            | Joseph Bull   |
| 2008 | "Mercy"                | Daniel Wolfe  |
| 2008 | "Warwick Avenue"       | Daniel Wolfe  |
| 2008 | "Mercy" (U.S. version) | Adria Petty   |
| 2008 | "Stepping Stone"       | Sophie Muller |
| 2008 | "Rain on Your Parade"  | Sophie Muller |
| 2010 | "Well, Well, Well"     | Chris Cottam  |

## Filmografía
| Año  | Título              | Rol        | Notas                                      |
| ---- | ------------------- | ---------- | ------------------------------------------ |
| 2008 | Saturday Night Live | Ella misma | "Anna Faris/Duffy" (Sesión 34, Episodio 3) |
| 2010 | Patagonia           | Sissy      | Debut                                      |
| 2015 | Secret Love         | Mel        | Protagonista                               |
| 2015 | Legend              | Timi Yuro  |                                            |

## Premios y nominaciones

### Premios Grammy
| Año  | Categoría                               | Trabajo nominado | Resultado |
| ---- | --------------------------------------- | ---------------- | --------- |
| 2009 | Mejor artista nuevo                     | Ella Misma       | Nominada  |
| 2009 | Mejor interpretación vocal pop femenina | Mercy            | Nominada  |
| 2009 | Mejor álbum de pop vocal                | Rockferry        | Ganadora  |

### Premios Brit
| Año  | Categoría                              | Trabajo nominado | Resultado |
| ---- | -------------------------------------- | ---------------- | --------- |
| 2009 | Artista femenina                       | Ella misma       | Ganadora  |
| 2009 | Sencillo                               | Mercy            | Nominada  |
| 2009 | Álbum británico                        | Rockferry        | Ganadora  |
| 2009 | Breakthrough Act                       | Ella misma       | Ganadora  |
| 2010 | Álbum británico de los últimos 30 años | Rockferry        | Ganadora  |

### MTV Video Music Awards
| Año  | Categoría                    | Trabajo nominado               | Resultado |
| ---- | ---------------------------- | ------------------------------ | --------- |
| 2008 | Mejor Video UK (Reino Unido) | Warwick Avenue (video musical) | Nominada  |

### MTV Europe Music Awards
| Año  | Categoría                             | Trabajo nominado | Resultado |
| ---- | ------------------------------------- | ---------------- | --------- |
| 2008 | Álbum del año                         | Rockferry        | Nominada  |
| 2008 | Canción más adictiva                  | Mercy            | Nominada  |
| 2008 | Mejor artista nuevo                   | Ella misma       | Nominada  |
| 2008 | Mejor artista - Reino Unido & Irlanda | Ella misma       | Nominada  |

### MTV Japan Video Music Awards
| Año  | Categoría                         | Trabajo nominado | Resultado |
| ---- | --------------------------------- | ---------------- | --------- |
| 2008 | Mejor Artista Nuevo Internacional | Ella misma       | Nominada  |

### Kids Choice Awards UK
| Año  | Categoría      | Trabajo nominado | Resultado |
| ---- | -------------- | ---------------- | --------- |
| 2008 | Mejor cantante | Ella misma       | Nominada  |

### World Music Awards
| Año  | Categoría                        | Trabajo nominado | Resultado |
| ---- | -------------------------------- | ---------------- | --------- |
| 2008 | Mejor artista pop/rock del Mundo | Ella misma       | Nominada  |
| 2008 | Mejor artista nuevo del Mundo    | Ella misma       | Nominada  |

### Premios Los 40 Principales
| Año  | Categoría                   | Trabajo nominado | Resultado |
| ---- | --------------------------- | ---------------- | --------- |
| 2008 | Mejor artista internacional | Ella misma       | Nominada  |
| 2008 | Mejor canción internacional | Mercy            | Nominada  |

### Premios Oye!
| Año  | Categoría           | Trabajo nominado | Resultado |
| ---- | ------------------- | ---------------- | --------- |
| 2008 | Mejor artista nuevo | Ella misma       | Nominada  |

### Premios Echo
| Año  | Categoría                              | Trabajo nominado | Resultado |
| ---- | -------------------------------------- | ---------------- | --------- |
| 2009 | Mejor artista internacional femenina   | Ella misma       | Nominada  |
| 2009 | Mejor artista revelación internacional | Ella misma       | Nominada  |
| 2009 | Mejor sencillo internacional           | Mercy            | Nominada  |

### Premio Ivor Novello
| Año  | Categoría                               | Trabajo nominado | Resultado |
| ---- | --------------------------------------- | ---------------- | --------- |
| 2009 | PRS para el trabajo mejor realizado     | Mercy            | Ganadora  |
| 2009 | Mejores ventas en una canción británica | Mercy            | Nominada  |
| 2009 | Premio Álbum                            | Rockferry        | Nominada  |

### Premios Q
| Año  | Categoría        | Trabajo nominado | Resultado |
| ---- | ---------------- | ---------------- | --------- |
| 2008 | Breakthrough Act | Ella misma       | Ganadora  |
| 2008 | Mejor Track      | Mercy            | Nominada  |

### Premios MOJO
| Año  | Categoría              | Trabajo nominado | Resultado |
| ---- | ---------------------- | ---------------- | --------- |
| 2008 | Canción del año        | Mercy            | Ganadora  |
| 2008 | Álbum del año          | Rockferry        | Nominada  |
| 2008 | Mejor Breakthrough Act | Ella misma       | Nominada  |

### NRJ Music Awards
| Año  | Categoría                   | Trabajo nominado | Resultado |
| ---- | --------------------------- | ---------------- | --------- |
| 2009 | Revelación Internacional    | Ella misma       | Nominada  |
| 2009 | Álbum Internacional del año | Rockferry        | Nominada  |

### Urban Music Awards
| Año  | Categoría          | Trabajo nominado | Resultado |
| ---- | ------------------ | ---------------- | --------- |
| 2008 | Best Neo-Soul Act  | Ella misma       | Nominada  |
| 2008 | Most Inspiring Act | Ella misma       | Nominada  |

### BMI Pop Music Awards
| Año  | Categoría            | Trabajo nominado | Resultado |
| ---- | -------------------- | ---------------- | --------- |
| 2009 | BMI Canción de Honor | Mercy            | Ganadora  |

### Meteor Music Awards
| Año  | Categoría                   | Trabajo nominado | Resultado |
| ---- | --------------------------- | ---------------- | --------- |
| 2009 | Mejor artista internacional | Ella misma       | Ganadora  |

### Fonogram Awards
| Año  | Categoría                            | Trabajo nominado | Resultado |
| ---- | ------------------------------------ | ---------------- | --------- |
| 2009 | Mejor artista Pop/Rock Internacional | Ella misma       | Ganadora  |

### UK Festival Awards
| Año  | Categoría           | Trabajo nominado | Resultado |
| ---- | ------------------- | ---------------- | --------- |
| 2008 | Festival Pop Act    | Ella misma       | Nominada  |
| 2008 | Best Newcomer Award | Ella misma       | Nominada  |

### Rockbjörnen Awards
| Año  | Categoría           | Trabajo nominado | Resultado |
| ---- | ------------------- | ---------------- | --------- |
| 2009 | Best Foreign Artist | Ella misma       | Ganadora  |

### Premios MOBO
| Año  | Categoría        | Trabajo nominado | Resultado |
| ---- | ---------------- | ---------------- | --------- |
| 2008 | Mejor Artista UK | Ella misma       | Nominada  |

### Music Producers Guild Awards
| Año  | Categoría       | Trabajo nominado | Resultado |
| ---- | --------------- | ---------------- | --------- |
| 2009 | Canción del año | Mercy            | Nominada  |
| 2009 | Álbum del año   | Rockferry        | Nominada  |

### Glamour Women of the Year Awards
| Año  | Categoría        | Trabajo nominado | Resultado |
| ---- | ---------------- | ---------------- | --------- |
| 2009 | Mejor artista UK | Ella misma       | Nominada  |

### Swiss Music Awards
| Año  | Categoría                         | Trabajo nominado | Resultado |
| ---- | --------------------------------- | ---------------- | --------- |
| 2009 | Mejor canción internacional       | Mercy            | Nominada  |
| 2009 | Mejor artista nuevo internacional | Ella misma       | Nominada  |

### Vodafone Live Music Awards
| Año  | Categoría     | Trabajo nominado | Resultado |
| ---- | ------------- | ---------------- | --------- |
| 2008 | Mejor artista | Ella misma       | Nominada  |